# Братислава (аэропорт)

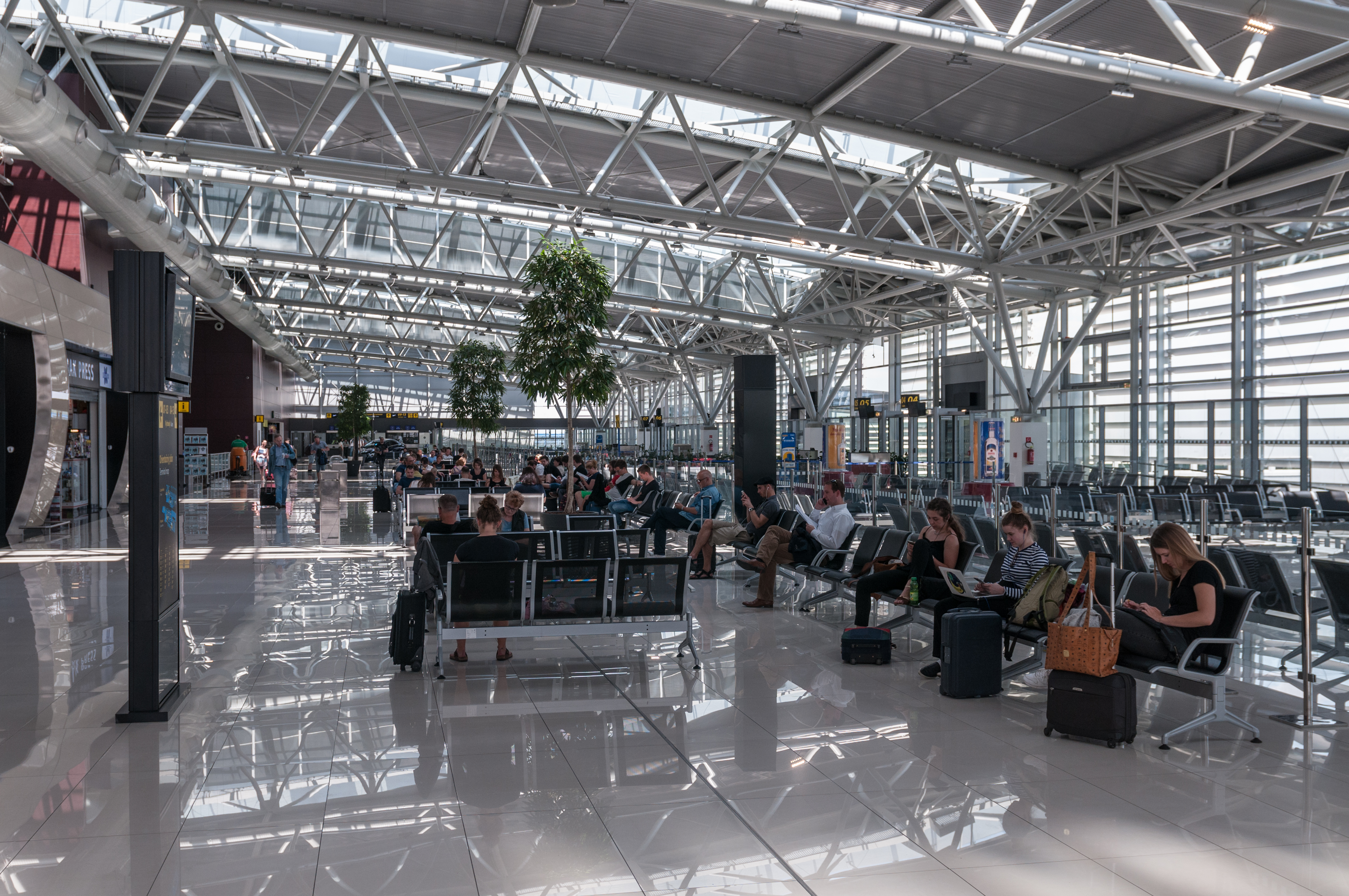

Аэропорт имени М. Р. Штефаника (словац. Letisko M. R. Štefánika) также известный как Братислава-Иванка (словац. Bratislava-Ivanka; ИАТА: BTS, ИКАО: LZIB) — международный аэропорт Братиславы, столицы Словакии. Крупнейший и старейший аэропорт страны. Располагается в деревне Иванка к востоку от Братиславы. Назван в честь военного и политического деятеля Милана Растислава Штефаника.
В 2014 году через аэропорт прошло 1 355 625 пассажиров. В 2018 году пассажира поток составил 2 292 712 человек. Является одной из операционных баз лоу-костера Ryanair.

## Авиакомпании и направления
С 12 марта 2020 года до дальнейшего уведомления аэропорт полностью закрыт для выполнения полётов по решению правительства Словакии в связи с коронавирусом COVID-19.